# Hugo Wiesner
Hugo Wiesner (* 11. September 1883; † unbekannt) war ein österreichischer Fußballspieler.

## Karriere

### Vereine
Hugo Wiesner begann seine Karriere beim Wiener FC 1898, wo er ab 1901 in den Aufstellungen der ersten Mannschaft zu finden ist, mit der er an den wichtigsten Wettbewerben jener Jahre wie dem Tagblatt-Pokal und dem Challenge-Cup teilnahm. Der Wiener FC 1898 war zu jener Zeit allgemein der drittbeste Verein Wiens, wenngleich der Abstand zu den führenden Vereinen Wiener AC und First Vienna FC 1894 substantiell war.
Im März 1902 spielte er mit der Auswahl der Österreichischen Fußball-Union gegen eine Auswahl tschechischer Vereine aus Prag. Mit einer als Ramblers Wien auftretenden inoffiziellen Auswahlmannschaft der Wiener Vereine bestritt er Mitte des Jahres zwei Spiele in Budapest. Nachdem sich der Wiener FC 1898 nach dem Ende der Saison 1902/03 wegen Spielermangels und mangelnder sportlicher Perspektiven aufgelöst hatte, spielte Wiesner mit dem First Vienna FC 1894 in der „1. Klasse“ der Meisterschaft der ÖFU. Zuletzt wird er in einer Aufstellung in einem Freundschaftsspiel gegen den Ferencvárosi TC am 10. März 1907 in Budapest vermerkt. Nach seiner Tätigkeit bei der Vienna trat er dem Verein Bewegung XX bei, der er lange Jahre als Spieler angehörte und auch als Obmann dort tätig war.

### Nationalmannschaft
Am 12. Oktober 1902 spielte er, an Stelle eines zum Militär eingerückten Dettelmeyer, in einem „Städtespiel Wien gegen Budapest“ zwischen den Auswahlmannschaften der Österreichischen Fußball-Union und des Ungarischen Fußballbundes, dem später die Anerkennung als Länderspiel gegeben wurde. Österreich gewann diese Partie mit 5:0, in der Wiesner als schneller, ballsicherer Rechtsaußen beschrieben wird.

## Trivia
- In vielen Quellen hält sich hartnäckig der Vorname Julius, mit den fast identen Lebensdaten des Naturforschers Julius Wiesner.